# Eduardo Bakr
Eduardo Bakr (Niterói, 1973) é um ator e escritor brasileiro. É autor de diversas peças de teatro e de livros infanto-juvenis. Ao lado do ator e diretor Tadeu Aguiar coordena o projeto Teatro Jovem, que conta com o apoio institucional da UNESCO.
Com o espetáculo teatral 4 Faces do Amor, em 2011, recebeu o Prêmio FITA na categoria Revelação/autor e a indicação ao Prêmio Shell na categoria Melhor Autor. Com a segunda montagem de 4 Faces do Amor, até então inédita em São Paulo, em 2016, recebeu o mérito Destaque Imprensa Digital e o Prêmio Bibi Ferreira na categoria Melhor Roteiro Original. Em 2022, estreia o espetáculo Quando eu for mãe quero amar desse jeito, dirigido por Tadeu Aguiar, protagonizado por Vera Fischer (celebrando seus 55 anos de carreira), numa turnê pelo Brasil, de 2022 a 24, realizando apresentações no Rio de Janeiro, São Paulo, Porto Alegre, Curitiba, Brasília, Fortaleza, Recife e em diversas outras cidades.

## Obras

### Textos teatrais
- Correndo nas veias
- Momento de Decisão!
- Despertando para Sonhar
- O Pacto
- O Par Perfeito
- Poeira de Estrelas
- O Homem da Cabeça de Papelão (Texto original de João do Rio, Bakr o adaptou para teatro)
- 4 Faces do Amor [5] [6](espetáculo musical / musicas de Ivan Lins)
- Identidade virtual
- Uma comédia sem juízo [7]
- O Jogador, um musical brasileiro (Bakr escreveu texto e letras, as músicas são de Guto Graça Mello / espetáculo ainda inédito)[8]
- Quando eu for mãe quero amar desse jeito[9].
- Chatô e os Diários Associados - 100 anos de Paixão (espetáculo musical escrito em parceria com Fernando Morais)[10]

### Audiovisual
- O Mistério da Orquestra - Websérie em 7 episódios - Criação e roteiro [11]

### Livros
- Olhos de Vaca (2002)
- A Rainha e o Vento (2001)
- Papo de Anjo (2002)
- Histórias reais
- Certas histórias sobre certos insetos, algumas em prosa, outras em verso
- Presente de Natal
- Despertando para Sonhar & Poeira de Estrelas (Teatro)
- Páscoa no galinheiro - ou a história do Ovo de Galinha que queria ser Ovo de Páscoa
- Contos para lembrar de não esquecer (2022)

## Curiosidade
O espetáculo Quando eu for mãe quero amar desse jeito deveria ter estreado em 2020, mas,  foi adiado para 2022, em função da pandemia de Covid-19.